# 罗卡圣乔瓦尼
罗卡圣乔瓦尼（義大利語：Rocca San Giovanni），是意大利基耶蒂省的一个市镇。总面积21.47平方公里，人口2372人，人口密度110.5人/平方公里（2009年）。ISTAT代码为069074。